# إدوارد دميتريك
إدوارد دميتريك (4 سبتمبر 1908 - 1 يوليو 1999) هو كان مخرج أمريكي - كندي، أشتهر لإخراجه فيلم تمرد كين.